# 1922 (film, 1978)
Ne doit pas être confondu avec 1922 (film, 2017).
Pour plus de détails, voir Fiche technique et Distribution.
1922 est un film grec réalisé par Níkos Koúndouros et sorti en 1978.
Le gouvernement conservateur refusa de distribuer le film au nom de l'amitié avec la Turquie. En réalité, c'était la façon dont Koúndouros présentait l'incompétence de l'État au moment de la « Grande Catastrophe » qui avait gêné le pouvoir.

## Synopsis
À Smyrne, en septembre 1922, les Grecs ont perdu la guerre, les chrétiens sont massacrés, exilés et déportés par les Turcs. Ilias, dix-sept ans, est arrêté et doit être déporté vers un camp au cœur de l'Anatolie. Ses parents essaient de racheter sa liberté, mais échouent. Il devient le numéro 31328 d'une colonne de prisonniers en marche vers l'est, sous les coups et les brimades des gardiens.

## Fiche technique
- Titre : 1922
- Réalisation : Níkos Koúndouros
- Scénario : Níkos Koúndouros, Stratis Karras d'après le roman Le Numéro 31328 (La Grande pitié) d'Ilías Venézis
- Production : Centre du cinéma grec
- Directeur de la photographie : Nikos Kavoukidis
- Montage : Panos Papakyriakopoulos
- Direction artistique : Mikès Karapiperis
- Pays d'origine : Grèce
- Genre : drame historique
- Durée : 135 minutes
- Date de sortie : 1978 au cinéma

## Récompenses
- festival du film de Thessalonique : grand prix, meilleur acteur, meilleure actrice, meilleur scénario et meilleure photographie.
- Festival de cinéma du Cap : meilleur réalisateur et meilleur film

## Acteurs
- Vassilis Laggos
- Betty Valassi
- Eleonora Stathopoulou
- Antigoni Amanitou